# 威廉·愛德華·帕里
威廉·愛德華·帕里（William Edward Parry，1790年12月19日—1855年7月8日）是一位英國皇家海軍軍官以及北極探險家。1819年，威廉·愛德華·帕里率領皇家海克拉戰艦（HMS Hecla）穿越巴芬島北方的蘭開斯特海峽並繼續向西航行，成為第一位抵達梅爾維爾島的歐洲人；這段航線即為帕里海峽，西北水道的北線。